# جهنده‌ماهی

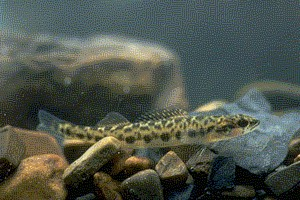
پرسینا پنترینا، یک نوع جهنده ماهی

جهنده‌ماهی (انگلیسی: Darter) به گروهی از ماهی‌های آب شیرین در شمال آمریکا گفته می‌شود. این نام برای اشاره به برخی از ماهی‌های تیره سوف‌ماهیان به کار می‌رود.
جهنده‌ماهی‌های شنی و کریستالاریا از جمله سرده‌هایی هستند که اعضای آنها جهنده‌ماهی نامیده می‌وند. برخی از جهنده‌ماهی‌ها در سراسر آمریکای شمالی به ویژه در حوزه رود می‌سی‌سی‌پی زندگی می‌کنند اما زیستگاه برخی گونه‌های دیگر محدود به یک رود یا جویبار می‌شود و بنابراین نسبت به انقراض آسیب‌پذیر هستند.